# Яшкевич Іван Адамович
Іва́н Ада́мович Яшке́вич (1 лютого 1923, Нью-Йорк — 7 вересня 2000) — український радянський композитор, баяніст, педагог.

## Біографія
Народився 1 лютого 1923 року у Нью-Йорку в родині емігрантів. В 1930-ті роки його батьки відгукнулися на заклики повернутися на Батьківщину, приїхали в СРСР і опинилися в сталінському пеклі: його сестру відразу заарештували, а сам він з батьками тулився в московських підвалах, де застудився і осліп.
У 1941 році закінчив Московську школу-інтернат для сліпих (клас баяна Г. І. Шаміна). У 1941–1942 роках був солістом-баяністом Московського естрадно-концертного об'єднання Всеросійського товариства сліпих. У 1943–1944 роках викладав по класу баяна в Свердловському музичному училищі. В 1944–1945 роках — баяніст в будинку відпочинку для льотчиків 3-го Українського фронту, в 1945–1946 роках — викладач по класу баяна в школі баяністів — інвалідів німецько-радянської війни, в 1946–1948 роках — викладач курсу теорії, гармонії, сольфеджіо та класу баяна у Київському музичному училищі імені Р. М. Глієра, в 1947–1948 роках одночасно викладач спеціальної середньої музичної школи для робітничої молоді (Вечірня консерваторія). В 1949 році закінчив Київську консерваторію (клас баяна М. М. Геліса).
У 1949–1950 роках — артист Київської філармонії, в 1950–1961 роках — соліст оркестру народних інструментів Українського республіканського радіо. З 1950 року — викладач по класу баяна у Київській консерваторії, (з 1955 року — старший викладач, з 1973 року — доцент, з 1979 року — виконувач обов'язків професора). Серед учнів: Вахрамєєва Раїса Федорівна.
З 1969 року — керівник секції народних інструментів методичного об'єднання викладачів дитячих музичних шкіл при Київському обласному управлінні культури, з 1970 року — при Київському міському управлінні культури.

Могила Івана Яшкевича

Помер 7 вересня 2000 року в Києві від обширного інфаркту. Похований на Байковому кладовищі.

## Творчість
Автор ряду оригінальних творів та концертних обробок для баяна:
Оригінальні твори
- Сонатіна ре мажор у старовинному стилі (Київ, 1965),
- десять поліритмічних етюдів (Київ, 1968),
- Шкільна кадриль (Київ, 1970),
- Українська полька (Київ, 1968),
- танго «Вечір» (Київ, 1962),

Концертні обробки
- вальс «Весняні голоси» Й. Штрауса (Л., 1966),
- «Чардаш» Монті В. (Київ, 1972), «Італійська полька» С. Рахманінова (1972),
- «Моряки» К. Вільбоа (М., 1970; Київ, 1973),
- «Жарт» Й. С. Баха з оркестрової сюїти сі мінор (для трьох баянів, М., 1970),
- «Вечірня пісня» В. Стеценко (Київ, 1970),
- «Сонечко» копу (Київ, 1962),
- українська народна пісня «На зеленому лузі» (Київ, 1963),
- «Вінок Дунаю» О. Фельцмана (Київ, 1964),
- латиська народна пісня «Півник» (Київ, 1972),
- «Стукалочка» Г. Львова (Київ, 1964),
- серенада «О, дитя» П. Чайковського (Київ, 1973),
- «Скерцо-тарантела» Г. Венявського (Київ, 1973),
- «Хабанера» П. Сарасате (Київ, 1973),
- вальс «Прекрасний розмарин» Ф . Крейслера (Київ, 1973),
- Гавот у формі рондо з скрипкової партити мі мінор Й. С. Баха (Київ, 1973),
- Жига І. С. Баха (Київ, 1973),
- Соната Фа мажор Г. Генделя (Київ, 1973);

транскрипції
- Фінал Концерту № 2 для кларнета К-Вебера (М., 1976),
- «Неаполітанська тарантела» Д. Россіні (М., 1976);

## Вшаннування пам'яті

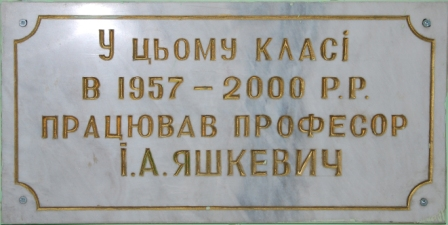
меморіальна дошка

В Києві, в аудиторії 71 Національної музичної академії України імені Петра Чайковського, де в 1957–2000 роках працював музикант, йому встановлено мармурову меморіальну дошку.